# Papierfabrik Inden
Die Papierfabrik Inden ist ein ehemaliges Unternehmen in Inden im Nordrhein-westfälischen Kreis Düren.
Die ersten Hinweise auf die Produktion von Papier in Inden stammen aus dem Jahre 1537. In örtlichen Chroniken wird die Existenz einer Holzschneidemühle erwähnt. 1763 beginnt man mit dem Bau einer Papierfabrik. Der Unternehmer Heinrich Engels nimmt mit 14 Arbeitern, einem Wasserrad und zwei Bütten die Herstellung von Papier auf. Schon im Jahre 1838 wird die erste Dampfmaschine installiert und die industrielle Produktion beginnt. Zur Papierherstellung wurde in diesen Jahren vor allem Stroh aus der örtlichen Landwirtschaft genutzt.
1919 übernahm der Waschmittelkonzern Henkel das Unternehmen, um Verpackungskartons für ihre eigenen Produkte herzustellen. Die Firma wird erheblich ausgebaut und im Jahre 1935 werden pro Tag 40 Tonnen Papier hergestellt.
Im Jahre 2002 wurde die Fabrik stillgelegt. Das Firmengelände steht dem Braunkohletagebau der Rheinbraun im Weg und wird aufgegeben.
Die historische Dampfmaschine wurde gerettet und ist nun im Grube-Adolf-Park in Merkstein ausgestellt.